# Fraseologi
Fraseologi. Et bestemts sprogs faste ordkombinationer (fx dansk fraseologi, arabisk fraseologi), og studiet af faste, konventionelle ordkombinationer i verdens sprog. En fraseologisk analyse beskriver og undersøger et sprogs frasemer, herunder sammensatte ord, idiomer, ordsprog, og formulaiske ytringer. Alle sprogs ordforråd indeholder frasemer. Fraseologien er forskellig fra sprog til sprog.
Et klassisk eksempel på fraseologisk forskellighed er måden 'børste tænder' er indkodet i forskellige sprog.
1. Fransk: brosser les dents (børste tænder)
2. Tysk: sich die Zähne putzen (rengøre tænder)
3. Litauisk: dantis plauti (vaske tænder)
4. Japansk: ha wo migaku (polere tænder)

Viden om fraseologi er blandt vigtigt i sprogtilegnelse og oversættelse.
Blandt den moderne fraseologis grundlæggere regnes Charles Bally, Igor Mel'cuk, Andrew Pawley, Harald Burger m.fl.